# 知徐吾
知徐吾（？—？），姓不详，知氏，名徐吾，是知盈的孙子，一说是知跞的儿子，晋国大夫。
前514年，晋国的祁氏和羊舌氏被六卿消灭。中军将魏献子将祁氏的封邑分为七个县，魏献子认为知徐吾是卿的庶子中不失职、能够保住家业的人，提拔他担任涂水大夫。